# Ustavna pritožba
Ustavna pritožba je v slovenskem pravnem redu izredno pravno sredstvo zoper konkretni posamični pravni akt ali pravno dejanje, ki je namenjeno varstvu človekovih pravic in svoboščin. Vloži se na Ustavno sodišče Republike Slovenije, ko je vlagatelj (pritožnik) izčrpal vsa druga pravna sredstva.
Podlago predstavlja Ustava Republike Slovenije in Zakon o ustavnem sodišču.